# Blek fetknopp
Blek fetknopp, Sedum hispanicum, är en växtart i familjen fetbladsväxter. 